# Цмокаленко Дмитро Гнатович
Дмитро Гнатович Цмокаленко (25 вересня 1922, с. Битяги Великокринківського (нині — с. Великі Кринки Глобинського) району Полтавської обл. — 20 листопада 2007) — заслужений працівник культури України, прозаїк і публіцист, член спілки письменників СРСР з 1952 року, меценат газети «Зоря Придніпров'я».

## Біографічні відомості
Народився в родині селянина-бідняка. Навчався найкраще серед своїх братів. Найбільше його вабила література. Мабуть, не було в шкільній бібліотеці такої книжки, яку б він не прочитав. Після закінчення Великокринківської середньої школи почав працювати літературним працівником та відповідальним секретарем редакції районної газети «Більшовицька перемога». Саме в цей час почав друкувати свої твори у газеті.
У серпні 1941 року призваний до лав Червоної армії. Пройшов дорогами війни до Перемоги, мав тяжкі поранення. Демобілізований у червні 1945 року з посади командира батареї у званні старшого лейтенанта.
Після війни закінчив курси газетних працівників, а в 1951 році закінчив Вищу партійну школу при ЦК Компартії України. Працював на журналістській та видавничій роботі у редакціях районного, обласного та республіканського рівнів. У перші післявоєнні роки Д. Цмокаленко виступав як літературний критик.
У різний час працював у редакціях «Зоря комунізму» Великокринківського району, «Радянська Волинь», «Радянська Україна», журнал «Жовтень». До 1963 року очолював Львівське книжково-журнальне видавництво «Каменяр».
У 1963—1966 роках — головний редактор газети Спілки письменників України «Літературна газета».
З 1966 до 1972 року — заступник завідувача відділу культури ЦК Компартії України, в 1972—1984 роках — перший заступник голови Держкомвидаву УРСР.

## Творчість
Дмитро Цмокаленко автор книжки оповідань і нарисів «Зірниці над Дніпром» (1952), «Шахтарська сторона» (1954), «Право на дружбу» (1956), повістей «Суворе повноліття» (про події 1941—1943 рр. на території району) видана в 1959, 1964, 1972, 1982 роках, кіноповість «Суддями будемо ми» (1961); збірки новел і памфлетів «Таємниці далеких берегів» (1965) за яку у 1965 році письменника удостоєно премії імені Ярослава Галана.
Помер 20 листопада 2007 року.

## Нагороди
- два ордени Вітчизняної війни І ст.
- орден Трудового Червоного Прапора
- орден Червоної Зірки
- два орден «Знак Пошани»
- медаль «За трудову доблесть» (4.05.1962)
- 20 медалей
- дві Почесні грамоти Президії Верховної Ради Української РСР
- заслужений працівник культури Української РСР